# Cyril Uwins
Pour les articles homonymes, voir Uwins.
Cyril Frank Uwins, né le 2 août 1896 à South Norwood, et mort le 11 septembre 1972 à Bath, est un pilote d’essai britannique. Il est connu pour avoir établi un record du monde d'altitude en avion.

## Biographie
Cyril Frank Uwins est né le 2 août 1896 à South Norwood. En 1932 il établit un record du monde d'altitude en avion de 43 976 pieds (soit environ 13 140 mètres) qui a été homologué par le Royal Aero Club.